# Smicropus mamillifera
Smicropus mamillifera là một loài bướm đêm trong họ Geometridae.